# Bartholomaeus Nigrinus
Bartholomaeus Nigrinus (* 1595 in Brieg; † 1646) war ein deutscher reformierter Theologe und Ireniker.

## Leben
Er wurde in Oberschlesien in der Ortschaft Bankau in der Nähe der Stadt Brieg als Sohn des dortigen lutherischen Pfarrers Barthel Nigrin um das Jahr 1595 geboren. 1614 nahm er ein Studium an der protestantischen Hochschule in Frankfurt an der Oder auf, das er mit dem Magistergrad abschloss. Danach trat er den geistlichen Beruf an.
Einige Zeit amtierte Nigrinus als Feld- und Hofprediger. Er war 1623 Lehrer an der Schule der Danziger Peter-und-Paul-Kirche und Prediger, 1626 Prediger an der Elisabethkirche und 1631 an der Peter-und-Paul-Kirche.
Nigrinus war königlich-polnischer Agent und als königlicher Sekretär im Auftrag Władysławs IV. Wasa tätig. Er arbeitete eng mit Martin Opitz zusammen, der 1636 als Sekretär in den Dienst von Władysławs IV. Wasa eintrat und zeitweilig bei Nigrinus in Danzig wohnte. Ihre Zusammenarbeit betraf insbesondere den Schriftwechsel mit ausländischen Personen zur Nachrichtenbeschaffung.
1641 verließ Nigrinus Danzig. Nachdem er zunächst Lutheraner und dann reformierter Geistlicher gewesen war, konvertierte er 1644 zum römisch-katholischen Glauben. Als Ireniker war es seine Überzeugung, dass die Unterschiede zwischen den drei christlichen Konfessionen gering waren und er sprach sich für deren Versöhnung aus. Er starb 1646.
Die rund 5000 (vor allem theologische) Titel umfassende Bibliothek von Bartholomaeus Nigrinus wurde im 17. Jahrhundert von der Danziger Ratsbibliothek (Bibliotheca Senatus Gedanensis) aufgekauft, aus der später die Bibliothek der Polnischen Akademie der Wissenschaften hervorging.